# Loteria de Catalunya
Lotería de Catalunya (en español: Lotería de Cataluña), conocida hasta 2007 como Loto Catalunya, es el ente responsable de los juegos de azar establecidos en la comunidad autónoma de Cataluña (España) y que está regulado por la Entidad Autónoma de Juegos y Apuestas, dependiente de la Generalidad de Cataluña. Los ingresos de la recaudación de Loto Catalunya se destinan a la financiación de servicios sociales.

## Historia
La lotería de Cataluña, inicialmente llamada Loto Catalunya, comenzó el 27 de abril de 1987 con el lanzamiento del «rasca y gana» Loto Ràpid. Su primera serie incluyó 30 millones de boletos y repartió 1350 millones pesetas (8,1 millones de euros) en premios.
El 15 de octubre de 1987 se introdujo el Lotto 6/49, con sorteos los miércoles y sábados. Con el tiempo, surgieron otros juegos como Trio (1988), Super 10 (1990), Loto Express (1993) y Supertoc (1994).
En 2013 se anunció el lanzamiento de un sorteo extraordinario para el 31 de diciembre, conocido como «Grossa de Cap d'Any» (Gordo de fin de año). El 70% de lo recaudado se destinará a premios, mientras que el 30% restante irá a fines sociales. Se llegó incluso a especular con la ampliación del sorteo a otras fechas señaladas como San Jorge (23 de abril), San Juan (23 de junio) o la Diada (11 de septiembre), pero finalmente se descartó.
Actualmente, la lotería catalana se vende en más de 2.000 establecimientos en 400 municipios, como estancos, quioscos y bares. Los premios están sujetos a tributación en el IRPF.

## Juegos organizados
- Loto Ràpid: sistema de lotería rápida basado en un «rasca y gana» que comenzó a funcionar en 1987. Posee múltiples sistemas de juego y series que reparten premios de 1 a 50.000 euros según el tipo de juego. Actualmente Lotería de Catalunya cubre 14 sistemas de «rasca y gana», todos ellos con una mecánica, precios y premios diferenciada.
- Lotto 6/49: sistema de lotería similar a la Bono Loto. El jugador elige 6 números del 1 al 49, con una combinación ganadora de 6 números más el complementario y un reintegro del 0 al 9 asignado aleatoriamente. Se pueden hacer sorteos consecutivos. En 2002 se añadió el Jòquer, un número de 6 cifras por billete que se paga aparte. Los sorteos son lunes, miércoles y sábado.

- Trio: sistema de lotería en el que se deben escoger 3 números entre el 0 y el 9. El vencedor es un número de 3 cifras que, colocadas en el orden de salida, definen los diferentes premios. Incluye una modalidad llamada Supertrio que permite ganar el triple del premio si se paga el doble. Existe la posibilidad de realizar sorteos consecutivos y se celebran todos los días. Puede haber también parte de premio por varias combinaciones como el último número, el primero y último, los dos últimos o los dos primeros.

- Super 10: sistema de lotería en el que el jugador escoge 10 números entre el 1 y el 68. la combinación ganadora está formada por 20 números que diferencian las categorías de premios. También se puede jugar a Diana, un sistema en el que, entre los números de la combinación ganadora se realiza un segundo sorteo para escoger el número de Diana. Si se acierta, además del premio de Super 10 se gana el correspondiente a Diana. Se celebra todos los días.

- Loto Express: lotería exprés en la que el jugador debe escoger entre 4 y 10 números de un total de 70. La combinación ganadora está formada por 20 números que definen las categorías de premios y también se establece el sistema Diana. El seguimiento del sorteo se hace mediante monitores específicos que están instalados en 800 puntos de venta y si el jugador no acierta ningún número gana el importe jugado.

- Supertoc: modalidad presente en el bingo. El jugador adquiere en la sala de bingo un billete con 15 números diferentes comprendidos entre el 1 y el 90, y deberá conseguir completarlo con la secuencia de números del sorteo antes que ningún otro participante.
- La Grossa de Cap d'Any: sistema de lotería pasiva que pretende emular el sorteo del Gordo de Navidad de Loterías y Apuestas del Estado. Su primera edición se celebró el 31 de diciembre de 2013 y ofreció tres premios. La segunda edición (31 de diciembre de 2014) sin embargo ofreció cinco premios. Sus décimos tienen un precio de 5 euros y los ganadores del primer premio obtienen 20.000 euros por euro jugado.[4]